# Moulins en Bessin
 Moulins en Bessin è un comune francese di nuova costituzione in Normandia, dipartimento del Calvados, arrondissement di Bayeux. Il 1º gennaio 2017 è stato creato accorpando i comuni di Coulombs, Cully, Martragny e Rucqueville, che ne sono diventati comuni delegati.